# (3453) Достоевский
(3453) Достоевский (лат. Dostoevsky) — типичный астероид главного пояса, открыт 27 сентября 1981 года советским астрономом Людмилой Карачкиной в Крымской астрофизической обсерватории и 11 июля 1987 года назван в честь русского писателя Фёдора Достоевского.

## Обнаружение и именование
(3453) Достоевский
Открыт 27 сентября 1981 года в Научном Л. Г. Карачкиной.
Назван в честь великого русского писателя Фёдора Михайловича Достоевского (1821—1881).
Оригинальный текст (англ.)3453 Dostoevsky
Discovered 1981-09-27 by Karachkina, L. G. at Nauchnyj.
Named for the great Russian writer Fyodor Mikhailovich Dostoevsky (1821—1881).
Источники: DISCOVERY.DB; M.P.C. 12017.

## Орбита

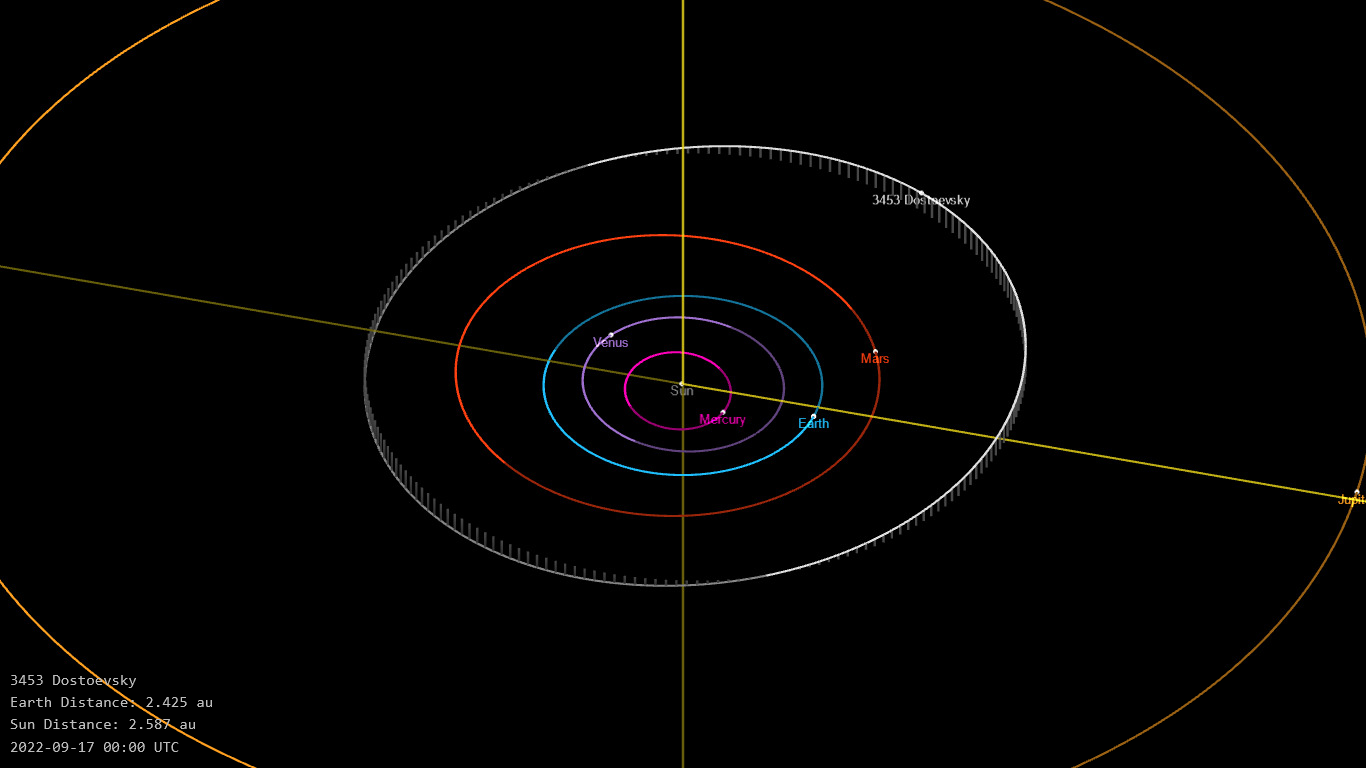
Орбита астероида Достоевский и его положение в Солнечной системе

## Физические характеристики
Из наблюдений системы телескопов панорамного обзора и быстрого реагирования Pan-STARRS следует, что астероид относится к таксономическому классу X.
По результатам наблюдений в видимом и ближнем инфракрасном диапазоне космического телескопа NEOWISE диаметр астероида оценивался равным 5,657±0,087 км. Согласно тем же источникам альбедо оценивается как 1,0000±0,0434 и 1,000±0,043.